# Noue (fossé)
Pour les articles homonymes, voir Noue.
 (juillet 2020).

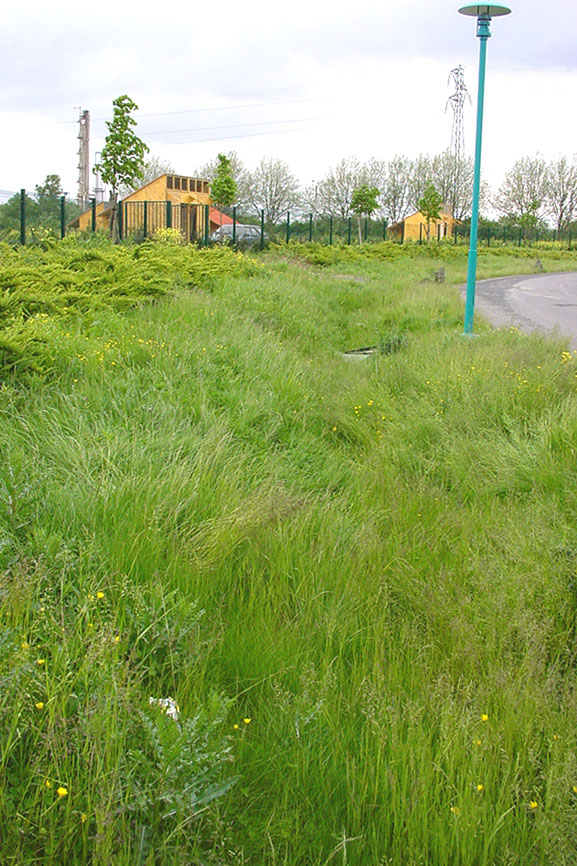
Une noue, intégrée dans l'environnement local, absorbe les pics de ruissellement de la route, sans envoyer l'eau vers l'aval où elle contribuait autrefois aux inondations. Elle s'y infiltre lentement dans le sol, en grande partie dépolluée par les plantes et les bactéries naturellement présentes.

Une noue (anciennement aussi noë) est une sorte de fossé peu profond et large, végétalisé, avec des rives en pente douce, qui recueille provisoirement de l'eau de ruissellement, soit pour l'évacuer via un trop-plein, soit pour la stocker et la laisser s'évaporer (évapotranspiration) et/ou s'infiltrer sur place, permettant ainsi la reconstitution des nappes phréatiques. 
Moins ses bords sont pentus, moins elle se remplit rapidement. 
Les noues sont de plus en plus utilisées par l'écologie urbaine, ou associées à des approches de types haute qualité environnementale (HQE), avec souvent comme premier objectif de limiter la pollution de l'eau et d'améliorer l'environnement urbain et la santé. Ces techniques doivent alors être mises en œuvre par des spécialistes et avec un suivi adéquat, de manière à éviter l'infiltration dans la nappe de polluants ou substances indésirables.

## Étymologie et définition
Le mot Noue (aussi noë), substantif féminin, est attesté dès l'ancien français notamment dans l'Ouest et le centre de la France, au sens de « terre grasse et humide servant de pâturage ». Il est attesté en latin médiéval sous la forme nauda,  issu du gallo-roman, d'origine gauloise probable : *nauda (non attesté). L'évolution Nauda en no(u)e est régulière en langue d'oïl avec monophtongaison de [au] et amuïssement du [d] intervocalique.
On lui donne aussi plusieurs sens moins spécialisés et distincts :
- terre grasse, marécageuse, utilisée comme pâture,
- bras naturel ou artificiel d'une rivière demeurant largement en communication avec elle par l'aval,
- intervalle entre deux sillons où les eaux de pluie stagnent[3].

Une noue est également un élément d'architecture, sens dérivé des précédents.

## Caractéristiques
« La noue peut être apparentée à un fossé large et peu profond et dont les rives sont en pente douce. Les pentes des talus sont souvent inférieures à 30 % du fait de la faible hauteur d’eau, mais plus généralement inférieures à 20-25 %. L’ouvrage assimilé à un léger modelage du terrain est totalement intégré à l’aménagement (on ne pourra remarquer qu’un léger décaissé) ».

### Types de noues

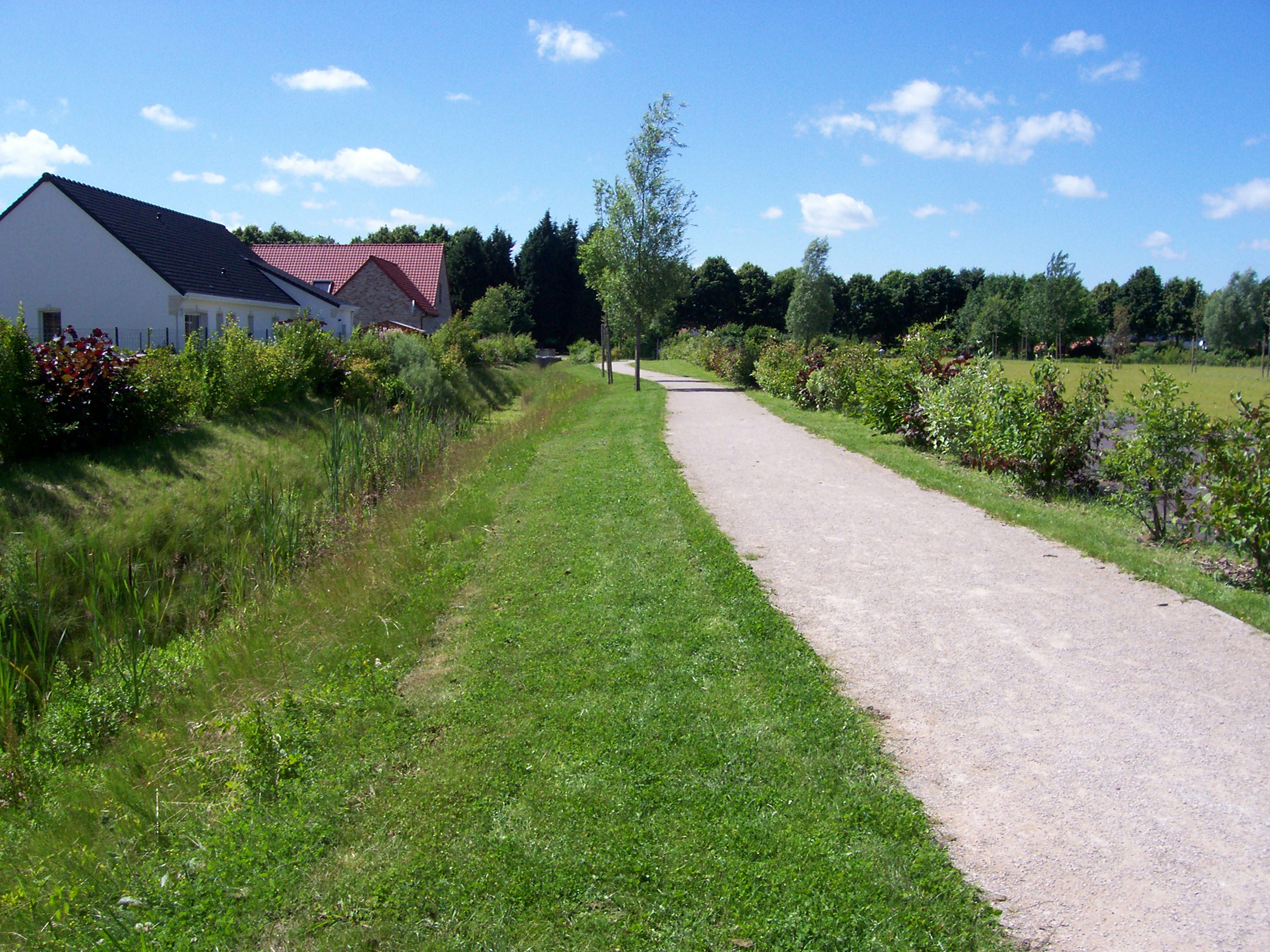
Noue plantée d'essences locales et accompagnée d'une haie, ZAC de la Garenne, Arques, Pas-de-Calais.

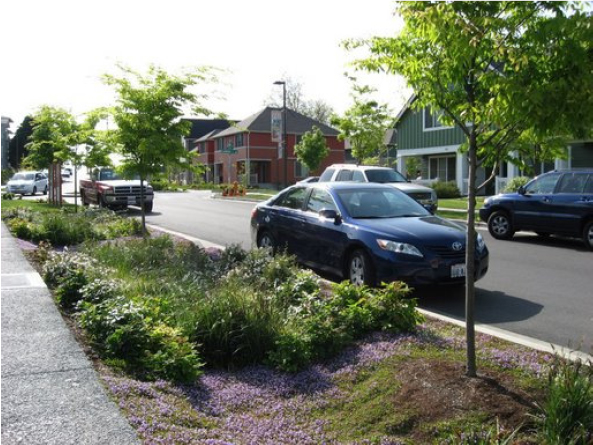
Noue implantée entre route et trottoir dans une zone très urbaine (Seattle, États-Unis), jouant également une fonction de support ou abri pour la biodiversité.

Il existe plusieurs types de noues en fonction des conditions d'infiltrabilité dans le sol : noue infiltrante (avec ou sans cunette), noue drainante, noue mixte.
La noue peut résulter d'un relief naturel (exemples : ancien bras mort, dépression allongée) ou être un aménagement créé par l'homme, généralement dans le cadre de dispositifs de lutte contre le ruissellement urbain ou agricole. 
La noue peut être simplement engazonnée et périodiquement fauchée (fauche tardive si le dispositif intègre un objectif de protection de la biodiversité) ou tondue. Elle est parfois pâturée ou transformée en jardin de pluie. 
Elle peut être individualisée ou discrètement fondue dans un aménagement paysager ou écopaysager (élément de trame verte ou de trame bleue utilisé par l'écologie urbaine par exemple). Elle fait alors généralement l'objet d'une gestion écologique et donc différenciée. Son principal objectif étant la gestion de l'eau, voire une gestion restauratoire de l'eau quand elle est plantée d’hélophyte de manière à lui adjoindre un rôle de lagunage naturel, on évite ainsi tout usage d'engrais et pesticides. 
Il s'agit souvent d'une mesure compensatoire ou conservatoire à des travaux routiers ou d'aménagements urbains ou périurbains, et de plus en plus souvent à la construction de lotissements.
Selon la qualité de l'eau qu'on y conduit (risque de pollution), les fonctions recherchées pour la noue et la vulnérabilité et la proximité de la nappe phréatique, elle peut contenir un substrat drainant ou au contraire être construite sur un apport d'argile (par exemple de la bentonite), un géotextile ou une bâche totalement étanche.

### Aménagements complémentaires
Un puits d'absorption peut lui être adjoint (quand on est assuré que l’eau sera toujours très propre), ou un puits d'infiltration incluant par exemple un filtre à sable, éventuellement garni de charbon de bois activé.
La noue permet un stockage à l'air libre avant infiltration et/ou évapotranspiration par les végétaux qui épurent l’eau des nitrates, phosphates et d’une partie de ses polluants.
Des jeux pour enfants peuvent être ancrés dans des noues qui ne sont que rarement inondées. Il faut alors être assuré que le niveau de l'eau ne montera que lentement.

### Cartographie
Les noues n'apparaissent généralement pas sur les cartographies locales, hormis sur celles des plans de gestion des collectivités ou entreprises ou associations s'en occupant. Il n'existe pas encore de code de cartographie pour la noue.

## Utilité

### Intérêt hydraulique
La noue est une des nombreuses techniques alternatives pour la gestion des eaux de ruissellement urbain utilisées pour parer aux inconvénients hydrauliques de l'imperméabilisation croissante des villes, qui cause des problèmes d'inondation en aval (ou sur place) et d'éventuels déficits en alimentation de la nappe sous-jacente ; des techniques « passives » de ce type, en réalité fort anciennes, sont testées dans différents pays et contextes.
La noue présente l'avantage de ne pas rapidement évacuer toute l'eau de pluie, ce qui permet l'infiltration et la recharge des nappes locales, en diminuant les risques de sécheresse. Elle permet de gérer l’eau au plus près de son point de chute, avec des solutions passives (ne dépendant pas de pompes, vannes, vannages et tuyaux qui risquent de se boucher, etc.). Si elle est souvent alimentée en eau, elle contribue à la restauration du réseau de zones humides (avec une éventuelle vocation de lagunage naturel, ce qui n’est pas le cas des égouts collectant les eaux pluviales). Elle évite ou limite le ruissellement, qui est un puissant facteur de pollution de l’eau et de transferts rapides de polluants vers l'aval et la mer (la turbidité de l'eau est devenue un des paramètres les plus critiques pour les cours d'eau dans le monde entier).

### Potentiel écologique
La noue est d'abord une zone-tampon pour l'eau pluviale ou de crue, mais elle peut faire éventuellement partie d'un projet paysager. Si elle est judicieusement positionnée dans le paysage et gérée de manière adéquate, elle peut aussi abriter une biodiversité significative et faire partie du réseau écologique local.

### Avantages
- La noue lutte, à échelle locale, à la fois contre les inondations et les sécheresses.
- Elle contribue au réapprovisionnement des nappes souterraines.
- Elle a un faible coût et une très faible empreinte écologique par rapport aux solutions classiques (bassins artificiels, tuyaux, pompes, filtres mécaniques).
- Elle permet de moindres rejets polluants dans le milieu naturel grâce au pouvoir épurateur des plantes, bactéries, champignons (à condition qu'il n'y ait dans l'eau que des polluants biodégradables).
- Elle est fiable, en tant que système « passif » et solution écotechnique en grande partie « auto-entretenue » par les processus écosystémiques naturels.